# ستيفن نيسميث
ستيفن جون نيسميث (بالإنجليزية: Steven John Naismith)‏ وهو لاعب كرة قدم اسكتلندي في مركز الوسط المهاجم ولد في يوم 14 سبتمبر 1986 في مدينة إرفين في اسكتلندا في المملكة المتحدة وهو يلعب حالياً مع نادي إيفرتون وسبق له اللعب مع نادي رينجرز ونادي كيلمارنوك ولعب مع منتخب اسكتلندا لكرة القدم ويبلغ طوله 178 سم.

## مسيرته الكروية
لعب ستيفن نيسميث خلال مسيرته الاحترافية مع 5 أندية في عشرون موسمًا وسجل خلالها 100 هدف ضمن 397 مباراة. حيث فاز في موسمين بالكأس وفي ثلاثة مواسم بالدوري.
خاض ستيفن نيسميث مسيرته مع نادي كيلمارنوك في موسم 2003–04 ليلعب معه خمسة مواسم، مشاركًا في 102 مباراة سجل خلالها 29 هدفًا. ثم انتقل إلى نادي رينجرز في موسم 2007–08 ليلعب معه خمسة مواسم، حيث شارك في 98 مباراة سجل خلالها 28 هدفًا. لينتقل بعدها إلى نادي إيفرتون في موسم 2012–13 ليلعب معه أربعة مواسم، مشاركًا في 103 مباراة سجل خلالها 19 هدفًا. ثم انتقل إلى نادي نورويتش سيتي في موسم 2015–16 واستمر معه طيلة ثلاثة مواسم، مشاركًا في 44 مباراة سجل خلالها 6 أهداف. هذا وانتقل لاحقًا إلى نادي هارت أوف ميدلوثيان في موسم 2017–18 واستمر معه طيلة ثلاثة مواسم، مشاركًا في 50 مباراة سجل خلالها 18 هدفًا.

## روابط خارجية
- ستيفن نيسميث على موقع الاتحاد الدولي (مؤرشف)  (الإنجليزية)
- ستيفن نيسميث على موقع الاتحاد الأوربي (الإنجليزية)
- ستيفن نيسميث على موقع الاتحاد الإسكتلندي (الإنجليزية)
- ستيفن نيسميث على موقع قاعدة بيانات كرة القدم.إي يو (الإنجليزية)
- ستيفن نيسميث على موقع ناشيونال فوتبول تيمز (الإنجليزية)
- ستيفن نيسميث على موقع Soccerbase.com (لاعب) (الإنجليزية)
- ستيفن نيسميث على موقع Soccerway.com (الإنجليزية)
- ستيفن نيسميث على موقع عالم كرة القدم.نت (الإنجليزية)
- ستيفن نيسميث على موقع AS.com (الإسبانية)